# Dalophia ellenbergeri
Dalophia ellenbergeri là một loài bò sát trong họ Amphisbaenidae. Loài này được Angel mô tả khoa học đầu tiên năm 1920.